# پتنیک
پتنیک (به لاتین: Petnjik) یک منطقهٔ مسکونی در مونته‌نگرو است که در شهرداری برانه واقع شده‌است. پتنیک ۵۸۳ نفر جمعیت دارد.